# Jogo de tabuleiro de dedução

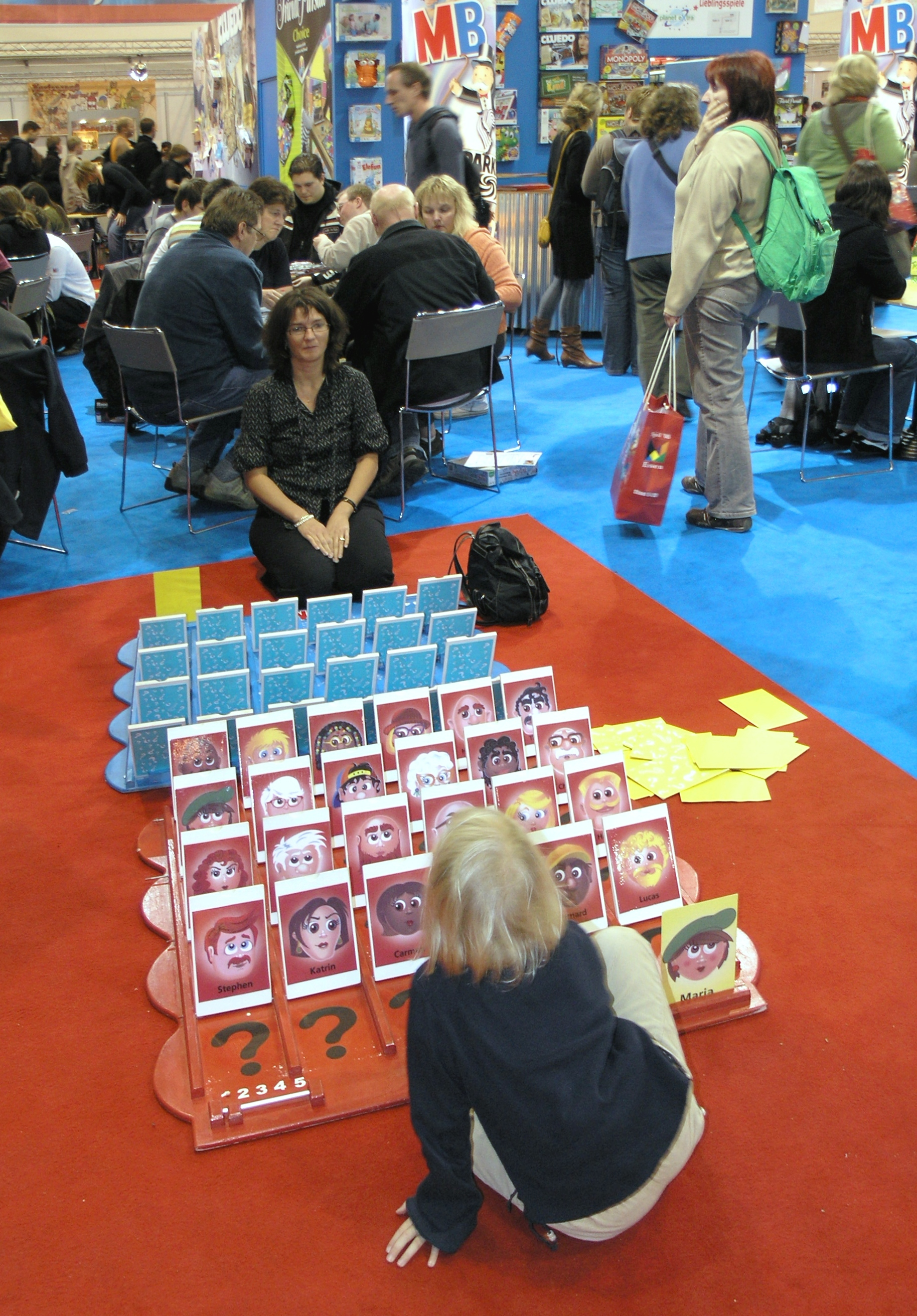
Edição gigante do jogo "Quem é Quem?" (2008)

Os jogos de tabuleiro de dedução são um gênero de jogo de tabuleiro em que os jogadores devem usar raciocínio dedutivo e lógica para ganhar o jogo. Enquanto muitos jogos, como bridge ou pôquer, exigem o uso de raciocínio dedutivo até certo ponto, os jogos de tabuleiro de dedução apresentam o raciocínio dedutivo como sua mecânica central.
Os jogos de tabuleiro de dedução normalmente se enquadram em duas grandes categorias; jogos abstratos e de investigação.

## Resumo
Os jogos de dedução abstrata não têm tema e se concentram no raciocínio abstrato puro. Embora abstratos, alguns introduzem elementos aleatórios. Por exemplo, no jogo Code 777, os cartões de perguntas usados para coletar informações são sorteados aleatoriamente. Membros notáveis desta categoria incluem Black Box e Master Mind.

## Jogos de investigação
Jogos de investigação são jogos de tabuleiro em que os jogadores geralmente jogam como policiais, detetives ou outros investigadores.
O jogo mais conhecido deste tipo é o Cluedo. Na verdade, muitos dos jogos nesta categoria utilizam uma mecânica conhecida como "The Missing Card", que foi desenvolvida por Anthony E. Pratt para Cluedo (Clue nos Estados Unidos). "The Missing Card" pega um conjunto conhecido de cartas (ou outra ficha) e remove uma ou mais delas. Ao coletar informações e usar dedução e lógica, os jogadores podem determinar quais cartas foram removidas para ganhar o jogo.
Outras mecânicas usadas em jogos de investigação incluem a mecânica "um contra todos", como visto em Scotland Yard, The Fury of Dracula e jogos semelhantes. Nesses jogos, um jogador tenta ficar escondido enquanto os outros tentam descobrir sua localização.
Existem alguns jogos, como o Lie Detector, publicado pela Mattel em 1960, que utilizam mecânicas únicas. Este jogo usava cartões perfurados e uma máquina detectora de mentiras de plástico que os jogadores podiam usar para determinar se as declarações eram verdadeiras ou falsas. Embora popular, este jogo não produziu imitadores semelhantes aos de Cluedo ou Scotland Yard.